# Sulejmanova planina
Sulejmanova planina, poznata i kao Sulejmanovo prijestolje (Tahti Sulejman), je jedina svjetska baština u Kirgistanu. Sulejmanova planina je navodno mjesto gdje je sahranjen Sulejman; što je muslimanski naziv za kralja Salomona, koji se u islamu smatra za velikog i značajnog proroka. Nalazi se iznad grada Oša i Ferganske doline, i nekad je bila glavnim pred-muslimanskim i muslimanskim svetištem Srednje Azije na raskrižju puteva svile. Njezine vapnenačke stijene, oblikovane erozijom vjetra, se strmo uzdižu iznad ravnice Fergana koja ju okružuje; u dnu ima promjer 1140 x 560 metara i dio je gorja Tanšan. 
Na njezinih pet vrhova nalaze se brojna drevna sveta mjesta (njih 17) i špilje s prapovijesnim petroglifima (101 lokalitet), ali i dvije džamije. Njezina sveta mjesta su navodno davala blagoslov dugovječnosti i liječila glavobolje, leđobolje i neplodnost. Naime, prema lokalnom vjerovanju žene koje se uspnu na njegov vrh i odpužu trbuhom preko otvora na svetoj stijeni, će roditi zdravu djecu. Grmlje i drveće na planini je ispunjeno brojnim "molitvenim zastavicama", tj. malim zavjetnim komadima tkanina koje se ostavljaju pri molitvi. Ona je "najbolji primjer svete planine u Srednjoj Aziji koja se štuje nekoliko tisućljeća", zbog čega je upisana na UNESCO-ov popis mjesta svjetske baštine u Aziji i Oceaniji 2001. godine. 
Ovaj lokalitet je još uvijek važno mjesto hodočašća za lokalne muslimane, zbog čega su izgrađene stube koje vode na najviši vrh gdje se nalazi malena džamija koju je izvorno izgradio Bobur 1510. godine, a obnovljena je 1991., nakon što je dignuta u zrak 1963. godine. Tu se nalazi i Džamija ravata Abdulahana, također iz 16. stoljeća koja je nedavno obnovljena, a na istočnom brdu se nalaze srednjovjekovne kupke (11. – 14. st.). Tijekom sovjetske vlasti na planini je u živoj stijeni izdubljen muzej u kojem su izloženi prapovijesni arheološki nalazi s ovog područja. Blaža padina Sulejmanove planine je okružena grobljima. Danas je popularna turistička atrakcija i zbog toga što pruža izvanredan pogled na okolicu.